# برنارد ستجيبانوفيك
برنارد ستجيبانوفيك (بالسلوفينية: Bernard Stjepanović)‏ هو لاعب كرة قدم سلوفيني في مركز الوسط، ولد في 22 ديسمبر 1988. لعب مع تريغلاف كران ‏.